# Sibon linearis
Espèce
Statut de conservation UICN

 DD  : Données insuffisantes
Sibon linearis  est une espèce de serpents de la famille des Dipsadidae.

## Répartition
Cette espèce est endémique de la région de Los Tuxtlas dans l'État de Veracruz au Mexique.

## Publication originale
- Perez-Higareda, Lopez-Luna & Smith, 2002 : A new snake related to Sibon sanniola (Serpentes: Dipsadidae) from Los Tuxtlas, Veracruz, Mexico. Bulletin of the Maryland Herpetological Society, vol. 38, no 2, p. 62-65.